# Otto-Wilhelm Förster
Otto-Wilhelm Förster, nemški general, * 16. marec 1885, † 24. junij 1966.